# 虚拟偶像
虛擬偶像（英語：virtual idol）是指虛構的、不存在於現實的偶像。在廣泛的意義上，有時也泛指美少女角色。
他們也被稱為虛擬偶像，特別是那些使用電腦圖學（CG）呈現外觀的偶像，有時也被稱為CG偶像、虛擬實境偶像（VRアイドル）。

## 定義
虛擬偶像是利用繪畫、動畫、電腦圖學等多種手段進行創作，並在包括網際網路在內的虛擬空間，有時甚至在現實生活中，進行類似偶像（例如偶像歌手或寫真偶像）的活動，同時被視為類似偶像的角色。
最初他是一個和製英語單字，虛擬偶像這個詞語在1990年代開始使用。在同一時期，虛擬實境的概念變得廣為人知，而英語中“virtual”一詞的根本含義是「實質上相同，效果上相同」，這與日本對“虛擬”的理解不同，日本將其理解為「虛構的」，表示虛構的偶像，動漫或遊戲中出現的美少女等。因此，“虛擬偶像”這個詞語開始在日本被使用。

## 實例
目前，虛擬偶像都需要真人的制作支持从而「打破第四面牆」。《超時空要塞》女主角林明美、《純愛手札》女主角藤崎詩織是虛擬偶像的先驅。
日本虚拟偶像绊爱被设定为完全的人工智能，并且自称世界第一位“虛擬YouTuber”；在现实中，绊爱的YouTube频道是由专业的制作团队管理运营。另一位虚拟偶像初音未来，她是被设定为年齡16歲、生日8月31日、身高與體重則分別是158cm與42kg的角色；在现实中，初音未来的声音是通过克理普敦未來媒體（CFM）以声优藤田咲的语音样本开发的语音合成软件而产生，并依靠着大量的使用者生成內容以及CFM开展的专业制作内容来维持活跃。
在日本之外，同样拥有类似的概念，例如英国虚拟音乐组合街頭霸王是由歌手戴蒙·亞邦和漫畫家吉米·何力特创作，组合的角色成员又是由各个不同的配音员来配音。